# Alberto Laiseca
Alberto Jesús Laiseca (Rosario, 11 de febrero de 1941-Buenos Aires, 22 de diciembre de 2016) fue un escritor y presentador de televisión argentino. Entre los más de diecinueve volúmenes que publicó en los géneros de novela, cuento, poesía y ensayo, se destacan las novelas El jardín de las máquinas parlantes (1993) y Los sorias (1998).
En el cine y la televisión, Laiseca condujo el programa Cuentos de terror en el canal I.Sat, presentó películas en el ciclo Cine de terror del canal Retro, respondió consultas de amor en el programa de citas Cupido y actuó en las cintas El artista (2008) y Querida, voy a comprar cigarrillos y vuelvo (2011).

## Biografía

### Primeros años y formación
Nació en Rosario el 11 de febrero de 1941, siendo el único hijo de Alberto Laiseca y Maria Luisa Torriani. A poco de su nacimiento, los padres se trasladaron a Camilo Aldao, localidad al sudeste de la provincia de Córdoba donde su padre trabajaba como médico y donde transcurrió su infancia y adolescencia. A los tres años perdió a su madre, quedando a cargo de su padre, con quien mantuvo una relación conflictiva durante todo ese tiempo. Laiseca contó con frecuencia que su padre lo maltrataba, pero también le estimuló la lectura, algo que a la larga «le salvó la vida». Entre sus influencias, siempre solía citar a Oscar Wilde, Edgar Allan Poe, Gastón Leroux, Ayn Rand, H. Rider Haggard, Mika Waltari y Lao Tsé.

En la infancia los libros fueron la única salida para mí –los libros y la imaginación–, sin ellos no habría podido aguantar la chifladura de mi viejo. Mi padre era trastornado y muy cruel, profundamente injusto y contradictorio, era muy difícil de soportar. Entonces imaginate que frente a esa situación uno puedeterminar de un día para el otro volviéndose loco. Para salvarme de la locura y la muerte la única alternativa que me quedó fue la imaginación: fabricar mundos distintos a los cuales poder colgarme.
Alberto Laiseca

Tras cursar los estudios secundarios en el pueblo vecino de Corral de Bustos, por deseo de su padre se trasladó a la ciudad de Santa Fe para cursar la carrera de Ingeniería química en la Universidad del Litoral, la cual abandonó en 1964 para dedicarse a escribir. Buscando «purificarse», se marchó a trabajar como peón y cosechero en las provincias de Mendoza, Córdoba y Santa Fe.
Dos años después, llegó a Buenos Aires, donde trabajó como peón de limpieza y más tarde como empleado de ENTel, viviendo en condiciones precarias en pensiones, experiencias que recrearía en su obra. En Buenos Aires se nucleó en el bar Moderno y entró en contacto con figuras extrañas y marginales propias de la bohemia porteña de los años sesenta, como Marcelo Fox, Horacio Romeu e Ithacar Jalí (pseudónimo del artista Enrique Lerena de la Serna), a quienes Laiseca citó con frecuencia como referentes.

### Comienzos de su carrera literaria
A partir de sus contactos con el ambiente del Moderno, Laiseca empezó a escribir lo que denominaba «textos caoístas», de carácter experimental, con poco o ningún hilo argumental, a la vez que cultivaba un perfil de autor anticomercial, negándose a publicar. No fue hasta 1973 que apareció su primer relato publicado, Mi mujer, aparecido en el diario La Opinión, al que un año después siguió Feísmo, incluido en una antología de humor negro, ambos textos firmados con el seudónimo Dionisios Iseka. En 1976 la editorial Corregidor le publicó su primera novela por recomendación de Osvaldo Soriano, Su turno para morir. Aparecida en la colección Serie Escarlata, se trata de una obra que utiliza el modelo de la novela negra en clave paródica para dar una primera muestra de sus temas y estilo característicos, como escenas de violencia, disertaciones de los personajes en torno a cuestiones literarias y esotéricas y una importante presencia de un negro sentido del humor. El título original era Su turno, pero el editor lo cambió por razones comerciales, recuperándolo más de treinta años después, al ser reeditada.
Con sus obras siguientes, el libro de cuentos Matando enanos a garrotazos y la novela Aventuras de un novelista atonal, ambas publicadas en 1982, Laiseca terminó de convertirse en una figura de culto entre los escritores emergentes de su generación, como César Aira y Rodolfo Fogwill, quienes junto con Ricardo Piglia hicieron circular su nombre como autor de Los sorias, una extensa novela que también terminó por entonces pero que tardaría dieciséis años más en ser publicada. 
En 1985 comenzó a trabajar como corrector de galeras en el diario La Razón, al mismo tiempo que hizo colaboraciones esporádicas para revistas como Banana y Twist y gritos, dirigidas por el periodista musical Tom Lupo. Finalmente, cerró la década con tres libros que De Boeck agrupa bajo el término «tríptico exótico»: el poemario Poemas chinos (la única incursión de Laiseca en el género) y las novelas La hija de Kheops y La mujer en la Muralla, obras en las que la construcción de la Gran Pirámide y la Gran Muralla sirven como excusa argumental para que el autor dé rienda a sus temas y obsesiones recurrentes, enmarcados en dos civilizaciones de las que fue un gran estudioso y admirador. Saludadas con reseñas elogiosas de revistas como Babel, estas novelas contribuyeron a que el nombre de Laiseca llegue a un público más amplio y consolidó su canonización en el campo literario.
Por esa época, el escritor comenzó a dictar talleres literarios, los cuales se extendieron durante más de dos décadas. Con el tiempo, estos talleres se convertirían en semillero de varios notables exponentes de la narrativa argentina actual, entre ellos, Selva Almada, Gabriela Cabezón Cámara, Alejandra Zina, Leonardo Oyola, Sebastián Pandolfelli, Natalia Rodríguez Simón, Guillermo Naveira y Juan Guinot, muchos de los cuales forjaron una relación más cercana con Laiseca.

### Consagración y reconocimiento
El proceso de legitimación iniciado en la década anterior comenzó a dar resultados en los años noventa. Así, en 1991 la editorial independiente rosarina Beatriz Viterbo Editora publicó el ensayo Por favor, ¡plágienme!, donde Laiseca expone sus ideas sobre el plagio y la importancia de este procedimiento en su propia poética. El mismo año recibió la Beca Guggenheim, gracias a la cual pudo terminar El jardín de las máquinas parlantes, su segunda novela más extensa, publicada en 1993, en la que Laiseca aborda otra de sus obsesiones, el mundo del esoterismo y la magia, a través de la historia de un grupo de magos que deciden ayudar a un hombre víctima de magos oscuros.
Después de dieciséis años de intentos fallidos, incluyendo un contrato con una editorial española que se cayó porque la misma quebró, en 1998 se publicó Los sorias. La edición corrió a cargo de Simurg, y constó de 350 ejemplares de tapa dura, numerados y firmados por el autor. La obra fue prologada por Ricardo Piglia (quien la calificó como «la mejor novela que se ha escrito en la Argentina desde Los siete locos») y llevó un diseño de portada de Guillermo Kuitca. Fue reeditada en 2004 por la editorial Gárgola, en una tirada de 1500 ejemplares de tapa dura, y en 2014 nuevamente por Simurg. Suma de todas las obsesiones recurrentes del autor (política, religión, guerra, historia, sexo, astrología, magia, ciencia y tecnología, etc.), esta novela monumental (1344 páginas, la más larga de la literatura argentina) narra una guerra entre tres dictaduras: Soria, Tecnocracia y Unión Soviética. Fue elogiada por Aira, Piglia y Fogwill y se la considera la obra maestra de Laiseca.
La publicación de Los sorias marcó el inicio de un período de gran presencia editorial y mediática. En 1999 apareció otra novela, El gusano máximo de la vida misma, a la que siguió su segunda colección de cuentos, Gracias Chanchúbelo, en las que prosigue la exploración del «realismo delirante», concepto que Laiseca usaba para definir al conjunto de su obra, Dos años después apareció Beber en rojo (Grupo Editor Altamira), reescritura en clave paródica-erótica de Drácula de Bram Stoker, y otro libro de cuentos, En sueños he llorado, galardonado con el Premio Fundación Municipal de Cultura del Ayuntamiento de Cádiz en España.
Paralelamente, incursionó en el cine y la televisión, ya que en octubre de 2002 comenzó el ciclo televisivo Cuentos de terror, emitido por el canal I.Sat, en el que usando únicamente su voz y una escenografía minimalista (un cuarto a oscuras apenas iluminado con una luz cenital) narró cuentos de diferentes autores, desde leyendas chinas, árabes o japonesas, pasando por clásicos como Edgar Allan Poe o H. P. Lovecraft, hasta autores de terror contemporáneo como Stephen King o Ramsey Campbell, sin excluir trabajos propios, como relatos y hasta un fragmento de Los sorias. El programa duró tres años, recibió un premio Martín Fierro en 2003, en el rubro «Cultural/Educativo», y popularizó la figura de Laiseca entre un público más amplio, llegando a convertirse en un programa de culto después de finalizado. En 2004 la editorial Interzona editó una antología de algunos de los cuentos narrados por Laiseca, con prólogo y selección del autor.
En 2003 extendió su saga «delirante» con Las aventuras del profesor Eusebio Filigranati, a la que siguió Las cuatro torres de Babel, basada en los nueve libros de la Historia de Heródoto, y recibió el Premio Konex otorgado por la Fundación Kónex, Diploma al Mérito, en el rubro Novela: quinquenio 1999 - 2003. Por entonces también participó en el documental Deliciosas perversiones polimorfas, dirigido por Eduardo Montes-Bradley.
En 2006, cerró su «tríptico underground» con Sí, soy mala poeta, pero..., novela que al momento de su aparición fue considerada como la que más lejos lleva los presupuestos del «realismo delirante», dislocando el discurso y la trama narrativa en una sucesión de historias y disgresiones que se suceden sin mayor relación en una puesta en abismo con el narrador como único hilo conductor.
En 2008 participó como actor de la película El artista, dirigida por Mariano Cohn y Gastón Duprat, sobre cuyo argumento escribió una novela con el mismo título. 

### Últimos años
En 2010, Laiseca fue declarado Ciudadano Ilustre de Camilo Aldao. En esa ocasión visitó su escuela primaria y recibió un homenaje de alumnos y docentes, ante quienes narró algunos cuentos. Al año siguiente la editorial Simurg editó sus Cuentos completos, que reúnen sus tres cuentarios publicados y una gran cantidad de cuentos inéditos. A estos le siguieron dos libros misceláneos, el Manual sadomasoporno, compuesto por textos heterogéneos que navegan entre el ensayo y la narrativa, e IluSorias, que contiene ilustraciones de diversos artistas basadas en su novela Los sorias, entre ellos de su hija Julieta. En 2012 volvió a la televisión con “El consultorio de Lai”, un segmento del programa de citas Cupido donde respondía consultas amorosas que le enviaban los espectadores. Un año después sufrió una caída que le provocó una fractura de cadera que desde entonces lo obligó a movilizarse en una silla de ruedas.
En 2014 publicó su última novela, La puerta del viento, un proyecto que Laiseca deseaba escribir desde su juventud, ambientada en la Guerra de Vietnam, en la que el escritor quiso combatir, llegando a escribirle una carta al presidente Lyndon Johnson.
En junio de 2016 hizo su última aparición en público, presentando una adaptación del cuento Historia de una madre, de Hans Christian Andersen, con el título La madre y la muerte e ilustraciones de Nicolás Arispe, en un volumen que incluía otro relato, “La partida”, del escritor mexicano Alberto Chimal.
Tras pasar su último año y medio en una residencia geriátrica, donde continuó recibiendo a discípulos y lectores, falleció en el Hospital Británico de Buenos Aires, el 22 de diciembre de 2016, a los 75 años. Su muerte coincidió con pocas horas de diferencia con la del escritor Andrés Rivera. Sus restos fueron velados en la Biblioteca Nacional y posteriormente cremados, en cumplimiento de su última voluntad de que sus cenizas fueran esparcidas sobre el río Carapachay en el Delta del Tigre.
En 2023 se publicó su primera obra póstuma, Hybris, volumen que reúne su novela La puerta del viento con otras dos inéditas, Camilo Aldao, evocación de su pueblo natal escrita poco antes de morir, y Sindicalia, su primera novela, escrita cuando tenía alrededor de veinticinco años. Asimismo, se anunció que la totalidad de su biblioteca, de unos tres mil volúmenes, sería donada a la Biblioteca Popular de Camilo Aldao, junto con su escritorio y algunos otros objetos personales.

## Temas y estilo
Si bien la obra de Laiseca ha sido definida como excéntrica respecto a las grandes líneas de la literatura argentina (definición que el propio autor alentaba), un análisis más atento permite ver que esta excentricidad no resulta ajena a los debates que se produjeron dentro de ella. Al respecto resulta especialmente esclarecedor el trabajo del escritor e investigador Agustín Conde De Boeck, quien ha dedicado varios trabajos críticos a estudiar la figura y el trabajo de Laiseca.
Rastreando las coordenadas literarias y culturales que permitieron la emergencia de la poética laisequiana, De Boeck la sitúa en el contexto de las poéticas surgidas en los años sesenta y setenta, caracterizadas por el cuestionamiento de los modelos hegemónicos, una fuerte vocación experimental, un rechazo hacia los circuitos comerciales y un interés en registros y géneros hasta entonces considerados menores o degradados. Dentro de esta proliferación, hubo quienes adoptaron una postura abiertamente vanguardista y minoritaria (Héctor Libertella, Néstor Sánchez, Horacio Romeu, Marcelo Fox) y quienes, sin abandonar la vocación experimental y rupturista, viraron a posiciones más tolerantes con el mercado y el público, como fue el caso de César Aira, Luis Gusmán, Marcelo Cohen y el mismo Laiseca, quienes comenzarían a ser redescubiertos y valorados en la década de los ochenta, en el marco de la recuperación de la democracia en la que estos autores fueron leídos como un "contracanon", operación que cristalizaría en la década siguiente a través de publicaciones como la revista Babel.
El propio Laiseca definió su poética como «realismo delirante», un término que si bien no llegó a tener una definición oficial, se caracteriza por lo que los críticos han definido como una mirada distorsionada y exagerada sobre la realidad, pero lejos de buscar una evasión o una negación, esta exageración se piensa como un instrumento para examinarla de mejor manera. En su obra es frecuente encontrar rasgos como la desmesura, la ruptura de la verosimilitud, el erotismo sadomasquista y un humor negro que a menudo busca desconcertar al lector, así como el uso de procedimientos como la hipérbole, el pastiche, la parodia y la autorreferencialidad, tanto hacia el autor como hacia la propia obra. Otra característica reconocible es la influencia de géneros populares como el cine, el terror, la ciencia ficción, la novela de aventuras y la novela negra, a los cuales homenajea constantemente.
A pesar de que la producción laisequiana es consistente en sus rasgos más reconocibles, es posible encontrar una evolución en el abordaje de sus temas. Al respecto, Conde De Boeck propone una periodización de la carrera de Laiseca:
- Un primer momento correspondiente a sus primeros años en Buenos Aires, cuando frecuentó el Bar Moderno y a los escritores del grupo Opium, al que De Boeck se refiere como período inédito (1967 - 1973). En esta etapa Laiseca escribía lo que denominó «textos caoístas», de carácter fuertemente experimental, así como una primera novela, Sindicalia, la cual recién se publicó en 2023, ya que Laiseca era reacio a publicar estos textos por considerar que la industria editorial estaba «sindicalizada».

- Con la publicación de dos relatos, “Mi mujer” en el diario La Opinión y “Feísmo” en la antología El humor más negro que hay, se inicia lo que De Boeck llama período inicial (1973 - 1982), en el que aparecen sus primeros libros, las novelas Su turno para morir y Aventuras de un novelista atonal y el libro de cuentos Matando enanos a garrotazos, en los que comienza a delinearse la estética del «realismo delirante» a la vez que anticipan a Los sorias. La experimentación extrema de la etapa anterior da lugar a una narrativa más convencional, aunque todavía con fuertes marcas vanguardistas (autorreferencialidad, uso paródico de un género, etc.).

- En los años siguientes hay un período de posicionamiento (1982 - 1990), en donde el nombre de Laiseca comienza a circular como una figura de culto y es redescubierto por los autores del grupo Shanghai, a la vez que se instala el mito de Los sorias como una obra maestra inédita. Simultáneamente, se publica el «tríptico exótico», conformado por Poemas chinos, La hija de Kheops y La mujer en la Muralla, donde Laiseca atenúa el «delirio» y lo encauza en los procedimientos de un género (la novela histórica) más accesible para lectores no familiarizados con su obra anterior.[10]

- Una vez consolidado el posicionamiento de Laiseca en la escena literaria argentina, el autor profundiza su poética del realismo delirante, primero plasmando lo más cercano a una elaboración teórica en su ensayo Por favor, ¡plágienme! y luego con la publicación de sus dos novelas más extensas, El jardín de las máquinas parlantes y Los sorias, centro y núcleo de su mundo narrativo. La publicación de esta última después de más de quince años (1998) puede considerarse la culminación de su proceso de canonización.

- Finalmente, podemos distinguir un último período en la producción laisequiana (1999 - 2016), en el cual las obras publicadas pueden ser leídas como ampliaciones o apéndices de Los sorias: así, nos encontramos con obras que prosiguen la exploración de su mundo narrativo en la vertiente realista delirante más “pura”, como los relatos de Gracias Chanchúbelo o el tríptico novelístico El gusano máximo de la vida misma, Las aventuras del profesor Eusebio Filigranati y Sí, soy mala poeta, pero..., o novelas que vuelven sobre modelos anteriores por medio de procedimientos como la reescritura o la parodia (Beber en rojo, Las cuatro torres de Babel).

## Obras

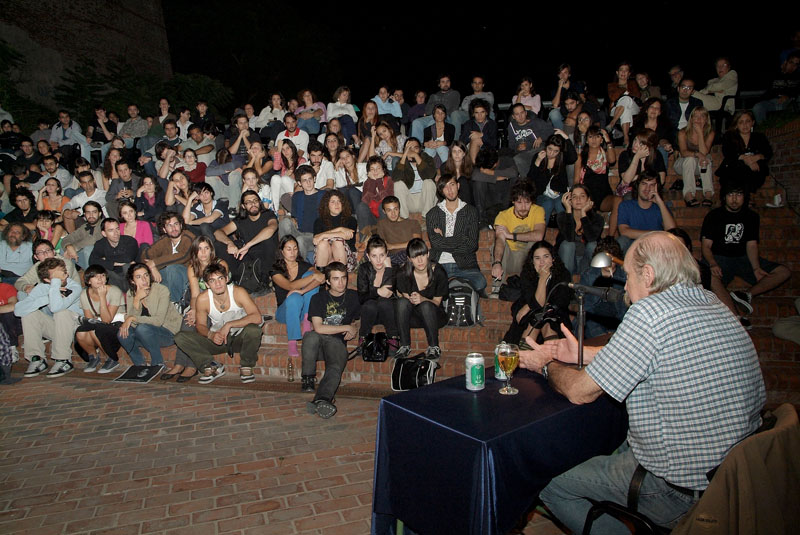
Alberto Laiseca narrando un cuento de terror a una audiencia en el Bar del Teatro (2009).

### Novelas
- Su turno para morir (1976)
- Aventuras de un novelista atonal (1982)
- La hija de Kheops (1989)
- La mujer en la Muralla (1990)
- El jardín de las máquinas parlantes (1993)
- Los sorias (1998)
- El gusano máximo de la vida misma (1999)
- Beber en rojo (Drácula) (2001).
- Las aventuras del profesor Eusebio Filigranati (2003)
- Las cuatro Torres de Babel (2004)
- Sí, soy mala poeta pero... (2006)
- El artista (2010)
- La puerta del viento (2014)
- Hybris. Camilo Aldao, La puerta del viento, Sindicalia (2023)

### Cuentos
- Matando enanos a garrotazos (1982)
- Gracias Chanchúbelo (2000)
- En sueños he llorado (2001)
- Cuentos completos (2011)

### Poesía
- Poemas chinos (1987)

### Ensayos
- Por favor ¡plágienme! (1991)
- Manual Sadomasoporno (Ex Tractat) (2011)

### Otros
- Cuentos de terror (2004) - Antología de relatos presentados en el programa del mismo nombre, con prólogo y selección de Laiseca.
- iluSORIAS (2012) - Álbum de ilustraciones de su novela Los sorias, con trabajos de ciento sesenta y ocho ilustradores.
- La partida / La madre y la muerte (2015, con Alberto Chimal) - Cuento ilustrado.

## Ediciones
- Su turno para morir. Buenos Aires: Corregidor, 1976 (reed. como Su turno. Buenos Aires: Mansalva, 2010)
- Aventuras de un novelista atonal. Buenos Aires: Sudamericana, 1982 (reed. con prólogo de Fogwill: Buenos Aires: Santiago Arcos Editor, 2002)
- Matando enanos a garrotazos. Buenos Aires: De Belgrano, 1982. (reed. Buenos Aires: Gárgola, 2004)
- Poemas chinos. Buenos Aires: Tierra Firme, 1987. (reed. Buenos Aires: Gárgola, 2005)
- La hija de Kheops. Buenos Aires: Emecé, 1989. (reed. Barcelona: Tusquets, 2006)
- La mujer en la muralla. Barcelona: Planeta, 1990. (reed. Barcelona: Tusquets, 2002)
- Por favor ¡plágienme!. Rosario: Beatriz Viterbo Editora, 1991. (reed. con prólogo de Hernán Bergara: Buenos Aires: Eudeba, 2013)
- El jardín de las máquinas parlantes. Barcelona: Planeta, 1993 (reed. Buenos Aires: Gárgola, 2013)
- Los sorias. Buenos Aires: Simurg, 1998 (con prólogo de Ricardo Piglia). (reed. Buenos Aires: Gárgola, 2004; Buenos Aires: Simurg, 2017)
- El gusano máximo de la vida misma. Barcelona: Tusquets, 1999.
- Gracias Chanchúbelo. Buenos Aires: Simurg, 2000.
- Beber en rojo (Drácula). Buenos Aires: Altamira, 2001. (reed. Buenos Aires: Muerde Muertos, 2012)
- En sueños he llorado. Fundación Municipal de Cultura, Ayuntamiento de Cádiz, 2001.
- Las aventuras del profesor Eusebio Filigranati. Buenos Aires: Interzona, 2003.
- Cuentos de terror. Buenos Aires: Interzona, 2004.
- Las cuatro Torres de Babel. Buenos Aires: Simurg, 2004.
- Sí, soy mala poeta pero.... Buenos Aires: Gárgola, 2006.
- Manual Sadomasoporno (Ex Tractat). Buenos Aires: Carne Argentina, 2007. (reed. Buenos Aires: Muerde Muertos, 2017)
- El artista. Buenos Aires: Mondadori, 2010.
- Cuentos completos. Buenos Aires: Simurg, 2011. (reed. ampliada y con prólogo de Leonardo Oyola: Buenos Aires, Random House, 2024)
- La puerta del viento. Buenos Aires: Mansalva, 2014.
- La partida / La madre y la muerte (con Alberto Chimal). México D.F.: Fondo de Cultura Económica, 2015.
- Hybris: Camilo Aldao, La puerta del viento, Sindicalia. Buenos Aires, Random House, 2023.

## Filmografía
- Cuentos de terror, ciclo televisivo producido y emitido por el canal I.Sat, en el que Laiseca narraba relatos breves de diversos autores de misterio y terror (2002 - 2005)
- Deliciosas perversiones polimorfas. Dirección: Eduardo Montes-Bradley; Argentina (documental, 2004)
- El artista. Dirección: Mariano Cohn y Gastón Duprat; Argentina (2008)
- Lucky Luke. Dirección: James Huth; Francia-Argentina (2009)
- Querida, voy a comprar cigarrillos y vuelvo. Dirección: Mariano Cohn y Gastón Duprat; Argentina (2011)

## Traducciones
- Aventures d'un romancier atonal (Le Nouvel Attila, 2013, traductor: Antonio Werli)
- Avventure di un romanziere atonale (Edizioni Arcoiris, 2014, traductor: Loris Tassi)
- È il tuo turno (Edizioni Arcoiris, 2018, traductor: Francesco Verde)